# Steve DiGiorgio
Steve DiGiorgio (Waukegan, 7 novembre 1967) è un bassista statunitense noto prevalentemente per la sua militanza nei Testament, nei Death e nei Sadus. Inoltre è uno dei membri fondatori del gruppo Symphonic black metal Dragonlord, e ha collaborato con diversi altri artisti.
Oltre ad essere noto per la sua elevata tecnica esecutiva, è riconosciuto come il primo bassista ad aver inserito l'utilizzo del basso fretless nel metal estremo.

## Biografia
Fin da giovane coinvolto nella scena thrash metal è membro fisso della band Sadus fondata assieme a Darren Travis e Jon Allen.
La poca fortuna della band lo ha spinto ad entrare come turnista in vari gruppi metal, in particolare i Death, con cui inciderà Human e Individual Thought Patterns, nel quale si riesce a notare di più la sua qualità di creare linee e giri complessi fuori dallo schema delle partiture di chitarra, in particolare nella canzone The Philosopher in cui l'assolo di basso si incontra con l'assolo di chitarra di Chuck Schuldiner, con cui collaborerà anche alla pubblicazione di The Fragile Art of Existence.
Queste sue qualità innovative gli hanno permesso di usare il basso come strumento solistico oltre che ritmico.
Oltre ai Death, vanta presenze all'interno di varie band, dalle più note a quelle più underground: Testament, Skid Row, Megadeth, Iced Earth, Dragonlord e Autopsy, ma anche Angel Down e Obscura nelle esibizioni dal vivo. Ha lavorato anche con i chitarristi James Murphy e Takayoshi Ohmura.
Nel 2007 ritorna con i Sadus con l'album Out for Blood.
Nel 2010 diviene membro dei Charred Walls of the Damned, band power metal di Richard Christy e Ripper Owens con cui pubblicherà tre album, mentre nel 2012 partecipa al progetto dell'ex batterista degli Opeth Martin Lopez, con cui ha pubblicato l'album Cognitive.
DiGiorgio suona anche nei Dark Hall, un quartetto jazz/fusion fondato nel 1993 in compagnia del sassofonista Flamp Sorvari, del batterista Chris Dugan e del chitarrista Eric Cutler che ha però ufficialmente prodotto solo tre demo.
È stato anche endorser per l'azienda di chitarre e bassi ESP, di cui ha avuto anche un modello di basso a suo nome.
Il 31 ottobre 2019 ha fondato la band Quadvium assieme all'ex bassista di Pestilence e Obscura Jeroen Paul Thesseling. Assieme ai due bassisti completano la formazione il chitarrista Raphael De Stefano e il batterista Yuma van Eekelen.

## Influenze
Le sue influenze sono molto varie; per quanto riguarda il rock, spaziano dall hard rock e rock progressivo passando per il folk rock, con bassisti come Geddy Lee dei Rush e Chris Squire degli Yes e di Dave Pegg.
Invece nel jazz e i suoi punti di riferimento sono Jaco Pastorius e Stanley Clarke mentre per quanto riguarda il metal vi è l'indiscusso leader e bassista degli Iron Maiden Steve Harris.
Oltre a questi punti di riferimento il bassista menziona sempre bassisti contemporanei di cui apprezza il loro lavoro con lo strumento, dal progressive metal, citando bassisti del calibro di John Myung, del metal estremo, citando Jeroen Paul Thesseling (Pestilence, Obscura) e Alex Webster dei Cannibal Corpse e Blotted Science e del metal sperimentale Justin Chancellor dei Tool.

## Discografia
Con i Sadus
- 1988 - Illusions
- 1990 - Swallowed in Black
- 1992 - A Vision of Misery
- 1997 - Elements of Anger
- 2006 - Out for Blood
- 2015 - Live in Chile

Con i Death
- 1991 - Human
- 1993 - Individual Thought Patterns
- 2008 - Symbolic (basso nei demo presenti come bonus track nella versione rimasterizzata)
- 2011 - The Sound of Perseverance (basso nei demo presenti come bonus track nella versione rimasterizzata)

Con i Control Denied
- 1999 - The Fragile Art of Existence

Con gli Autopsy
- 1989 - Severed Survival
- 1991 - Fiend for Blood
- 1995 - Shitfun

Con i Testament
- 1999 - The Gathering
- 2001 - First Strike Still Deadly
- 2016 - Brotherhood of the Snake
- 2020 - Titans of Creation

Con i Vintersorg
- 2002 - Visions from the Spiral Generator
- 2004 - The Focusing Blur

 Con i Soen 
- 2012 -  Cognitive
- 2014 - Tellurian

 Con i Charred Walls of the Damned 
- 2010 - Charred Walls of the Damned
- 2011 - Cold Winds on Timeless Days
- 2016 - Creatures Watching Over the Dead

Con i Megadeth
- 2022 - The Sick, the Dying... and the Dead!

Altri
- 1996 - Dark Hall - Solace Demo '94
- 1996 - Funeral - Funeral (autoproduzione)
- 1998 - Dark Hall - Dark Hall (EP)
- 1999 - James Murphy - Feeding the Machine
- 2001 - Iced Earth - Horror Show
- 2001 - Dragonlord - Rapture
- 2004 - Artension - Future World
- 2004 - Takayoshi Ohmura - Nowhere to Go
- 2004 - Quo Vadis - Defiant Imagination
- 2004 - Metal Mike's PainMuseum - Metal for Life
- 2005 - Artension - Future World
- 2004 - Metal Mike's PainMuseum - You Have The Right To Remain Violent (EP)
- 2007 - Scariot - Momentum Shift
- 2007 - Sebastian Bach - Angel Down
- 2008 - Roger Staffelbach's Angel Of Eden - The End Of Never
- 2008 - Faust - From Glory to Infinity
- 2009 - Futures End - Memoirs Of A Broken Man
- 2011 - Anatomy of I - Substratum
- 2011 - Synesis Absorption - Disgrace Of Redemption (singolo)
- 2012 - Ephel Duath - On Death And Cosmos
- 2012 - Mythodea - Mythodea
- 2013 - Artlantica - Across The Seven Seas
- 2019 - Spirits of Fire - Spirits Of Fire
- 2019 - Gone In April - Shards Of Light

 Collaborazioni 
- 2004 - Lunaris - Cyclic (basso nel brano I.A.D.)
- 2005 - Roadrunner United - The All-Star Sessions (basso nei brani Annihilation By The Hands Of God e Costitution Down)
- 2005 - Freak Neil Inc. - Characters (basso nei brani Cafe Supreme e Jaba)
- 2006 - Artisti Vari - Drum Nation (Volume 3) (basso nel brano Fluoxetine di Jeremy Colson)
- 2011 - Christian Muenzner - Timewarp (basso in tutti i brani ad eccezione di Confusion, The Tell-Tale Heart, Timewarp, Rocket Shop e Wastelands)
- 2012 - Memorain - Evolution (basso in tutti i brani ad eccezione di Rules Of Engagement e A New Era)
- 2016 - Vivaldi Metal Project – The Four Seasons (basso nel brano Escape From Hell)
- 2017 - Mistheria - Gemini  (basso nei brani Hands Of Fire, Angels In The shadow, Moonlight Sonata, Air The Day after e Adagio In G Minor)
- 2019 - Arch/Matheos - Winter Ethereal (basso nei brani Vermilion Moons, Wrath Of The Universe e Straight And Narrow)
- 2019 - Jeff Hughell – Chaos Labyrinth  (basso nel brano Chaos Labyrinth)